# Edward Mazurkiewicz (kancelista)
Edward Mazurkiewicz (ur. 15 października 1898 w Rawie Ruskiej, zm. po 26 października 1933) – polski kancelista, plutonowy rezerwy Wojska Polskiego, kawaler Orderu Virtuti Militari.

## Życiorys
Urodził się 15 października 1898 w Rawie Ruskiej, ówczesnym mieście powiatowym Królestwa Galicji i Lodomerii, w rodzinie Jędrzeja i Marii z Kogutów. W 1914 w rodzinnym mieście ukończył sześcioklasową szkołę ludową, a następnie uczył się prywatnie.
W połowie 1916 został wcielony do cesarskiej i królewskiej Armii. W połowie 1917, po ukończeniu szkoły podoficerskiej artylerii w Sopronie, został wysłany na front rosyjski. Następnie pełnił służbę okupacyjną w Ukrainie. W październiku 1918, gdy jego jednostka miała być prztransportowana na front włoski, zdezerterował i przebywał w Rawie Ruskiej.
6 stycznia 1919 jako ochotnik wstąpił do Wojska Polskiego. W szeregach 3. baterii 7 pułku artylerii polowej walczył na wojnie z Ukraińcami, a następnie na wojnie z bolszewikami. Wyróżnił się 12 września 1920 w czasie zagonu na Kowel jako działonowy. W marcu 1921 wrócił z frontu do baterii zapasowej 7 pap w Częstochowie, a w lipcu tego roku został zdemobilizowany.
W grudniu 1921 został przyjęty do pracy na kolei w Wołkowysku. W 1926 został przeniesiony do Dyrekcji Okręgowej Kolei Państwowych w Wilnie na stanowisku kancelisty w Wydziale Prawnym. Był członkiem Kolejowego Przysposobienia Wojskowego. 26 października 1933 nadal pracował w DOKP Wilno.
Był żonaty, miał dwie córki: Ludosławę (ur. 27 lipca 1928) i Alinę (ur. 10 lutego 1932).

## Ordery i odznaczenia
- Krzyż Srebrny Orderu Wojskowego Virtuti Militari nr 1406[8] – 28 lutego 1921[9][10]
- Medal Pamiątkowy za Wojnę 1918–1921[6]
- Medal Dziesięciolecia Odzyskanej Niepodległości[6]
- Odznaka pamiątkowa „Orlęta” nr 4698[6]